# Trần Tương công
Trần Tương công (chữ Hán: 陳相公; trị vì: 960 TCN-939 TCN), tên thật là Quy Cao Dương (媯皋羊), là vị vua thứ ba của nước Trần – chư hầu nhà Chu trong lịch sử Trung Quốc.
Trần Tương công là con thứ của Trần Hồ công – vua đầu tiên nước Trần và em của Trần Thân công – vua thứ 2 nước Trần. Năm 961 TCN, Thân công mất, Quy Cao Dương lên nối ngôi, tức là Trần Tương công.
Sử sách không ghi chép sự kiện xảy ra liên quan tới nước Trần trong thời gian ông làm vua.
Năm 939 TCN, Trần Tương công qua đời. Ông ở ngôi được 23 năm. Con ông là Quy Đột lên nối ngôi, tức là Trần Hiếu công.